# H-2 (1971)
H-2 – polski holownik z okresu zimnej wojny, jedna z dwóch jednostek projektu H-800/IV. Okręt został zbudowany w Gdyńskiej Stoczni Remontowej w Gdyni i wszedł w skład Marynarki Wojennej 28 lutego 1971 roku. Jednostka została skreślona z listy floty po ponad 34-letnim czasie użytkowania w dniu 31 maja 2005 roku. Oznaczenie to nosi następnie holownik H-2 Mieszko.

## Projekt i budowa
Powstanie jednostek projektu H-800/IV spowodowane było z zapotrzebowaniem Marynarki Wojennej na nowe holowniki, co związane było ze znacznym wzrostem ilości okrętów. W drugiej połowie lat 60. XX wieku w Gdyńskiej Stoczni Remontowej opracowano projekt holownika z silnikiem o mocy 800 KM nazwany H-800, budowany następnie na potrzeby cywilne. Marynarka Wojenna zamówiła w stoczni dwie takie jednostki, których zmodyfikowany projekt został nazwany H-800/IV (twórcą był inż. Wieczorek). Z założenia jednostki przeznaczone były do holowania okrętów MW, udziału w akcjach ratowniczo-gaśniczych oraz holowania tarcz artyleryjskich.
H-2 został zamówiony i zbudowany w Gdyńskiej Stoczni Remontowej. Nieznana jest data położenia stępki ani wodowania.

## Dane taktyczno-techniczne
Okręt był holownikiem portowo-redowym o długości całkowitej 25,6 metra (23,16 metra między pionami), szerokości 6,64 metra i zanurzeniu maksymalnym 3,65 metra (na rufie). Wysokość boczna wynosiła 3,55 metra. Wyporność standardowa wynosiła 185 ton, a pełna 215 ton. Siłownię jednostki stanowił silnik wysokoprężny SKL Magdeburg 6NVD48 o mocy 590 kW (800 KM) przy 345 obr./min, napędzający poprzez linię wałów pojedynczą śrubę napędową umieszczoną w dyszy Korta. Prędkość maksymalna okrętu wynosiła 11 węzłów, a zasięg wynosił 1500 Mm przy prędkości 9 węzłów. Uciąg na palu miał wartość 12 Ton. Energię elektryczną zapewniały dwa zespoły prądotwórcze.
Kadłub jednostki podzielony był na pięć przedziałów wodoszczelnych: I - skrajnik dziobowy; II - pomieszczenia załogi (dwa sześcioosobowe pomieszczenia mieszkalne, trzyosobowe pomieszczenie mieszkalne i dwuosobowe pomieszczenie mieszkalne); III - siłownia, IV - magazyn oraz V - skrajnik rufowy z maszyną sterową. W umieszczonej na pokładzie nadbudówce znajdowały się: kabina radiowa, kuchnia i jadalnia, blok sanitarny, magazyn prowiantu oraz szyb maszynowy (na dolnej kondygnacji). Na pokładzie nawigacyjnym nadbudówki znajdowało się główne stanowisko dowodzenia, magazyn oraz szyb maszynowy przechodzący w komin. Na szczycie (pokładzie namiarowym) znajdował się maszt oraz działko wodno-pianowe, a za tylną ścianą nadbudówki na pokładzie głównym umieszczony był specjalny hak holowniczy. Jednostka wyposażona była w radar nawigacyjny SRN.
Załoga holownika składała się z 17 osób.

## Służba
H-2 został przyjęty w skład Marynarki Wojennej 28 lutego 1971 roku, rozkazem Dowódcy Marynarki Wojennej nr 04/Org. z 11 lutego. Holownik został wcielony do 42. Dywizjonu Pomocniczych Jednostek Pływających Komendy Portu Wojennego Świnoujście w ramach 8. Flotylli Obrony Wybrzeża. W czerwcu 1975 roku okręt uczestniczył w ćwiczeniach o kryptonimie Posejdon-75. W dniach 4–26 maja 1983 roku holownik wziął udział w wielkich ćwiczeniach sił Marynarki Wojennej o kryptonimie Reda-83. W ciągu całego okresu służby H-2 wykonywał liczne zadania: asystował okrętom na redach, wprowadzał je do portów i pomagał w manewrowaniu, a także uczestniczył w akcjach ratowniczych i transportowaniu zaopatrzenia. Holownik został skreślony z listy floty 31 maja 2005 roku, po ponad 34-letnim okresie intensywnej eksploatacji. Okręt trafił do Agencji Mienia Wojskowego, która 22 sierpnia 2006 roku wystawiła go w przetargu na sprzedaż za kwotę 85 000 złotych.